# جهاز لمفي
الجِّهَازُ اللمّفِيُّ أو الجِّهَازُ اللِمفَاوِيُّ هو جهاز دوراني يجري فيه سائل شفاف يسمى سائل اللمف يميل لونه إلى الصفرة. على العكس من الجهاز الدوري الذي هو نظام مغلق، فإن الجهاز اللمفاوي يعتبر جهاز مفتوح. يُعالج الجهاز الدوري ما معدله 20 لترًا من الدم يوميًا من خلال الترشيح الشعري، الذي يزيل البلازما من الدم. يُعاد امتصاص ما يقرب من 17 لترًا من الدم المصفى مباشرة في الأوعية الدموية، بينما تُترك الثلاثة لترات المتبقية في السائل الخلالي. تتمثل إحدى الوظائف الرئيسية للجهاز اللمفاوي في توفير طريق عودة للرَّاشِح من الشعيرات الدموية إلى الجهاز الدوري.
الوظيفة الرئيسية الأخرى هي وظيفة الدفاع المناعي.اللمف مشابه جدًا لبلازما الدم، من حيث احتوائه على الفضلات والحطام الخلوي، جنبًا إلى جنب مع البروتينات. معظم الخلايا المناعية هي خلايا لمفاوية.تتكون الأعضاء اللمفاوية من الأنسجة اللمفاوية، وهي مواقع إما لإنتاج الخلايا اللمفاوية أو لتنشيطها. وتشمل هذه الأعضاء العقد اللمفاوية (حيث يوجد أعلى تركيز للخلايا اللمفاوية)، الطحال، الغدة الصعترية، واللوزتين، والأغشية المخاطية المُبطِّنة لممرات الجهاز الهضمي.
تُنتج الخلايا اللمفاوية في البداية في نخاع العظام ثم تسافر إلى الأعضاء اللمفاوية لتقابل الأنتجين المخصص لها.
تَتَسّرب السوائل من الشُعَيّرات الدموية إلى أنسجة الجسم عن طريق قوة الضغط الهيدروستاتيكي دافعةً معها المُغذيات إلى الخلايا. يغمر السائل الخلالي الأنسجة حاملًا معه المواد الغذائية والأكسجين، ثم يجمع الفضلات والبكتيريا والخلايا التالفة ويصّرِفها إلى الشعيرات اللمفاوية.
توجد الأوعية اللمفاوية في جميع أنحاء الجسم، وتمر عبر العديد من العقد اللمفاوية التي تُرشّح المواد غير المرغوب فيها مثل البكتيريا والخلايا التالفة.بعدها يمر السائل اللمفي إلى أوعية لمفاوية أكبر تُعرف بالقنوات اللمفاوية يمنى ويُسرى . تصب القناة اللمفاوية اليمنى الجانب الأيمن من المنطقة والقناة اللمفاوية اليسرى الأكبر حجمًا، والمعروفة باسم القناة الصدرية ، والتي تستنزف الجانب الأيسر من الجسم. القنوات تُفرِغ محتوياتها في الوريد تحت الترقوي ومنه تعود إلى الدورة الدموية. يتم نقل اللمف عبر الجهاز عن طريق تقلصات العضلات. تمتلك بعض الفقاريات قلب لمفاوي يضخ السائل اللمفاوي إلى الأوردة.

## الأعضاء اللمفية

### الأعضاء اللمفاوية الأولية
الأعضاء اللمفاوية الأولية هي المكان الذي تُنتج أوتنضج فيها الخلايا اللمفاوية. وتتمثل بالغدة الصعترية ونخاع العظم.

#### نخاع العظم
يعتبر نخاع العظم هو مركز إنتاج الخلايا التائية والبائية على حدٍ سواء. تنتقل الخلايا البائية على الفور بعد نضجها في نخاع العظم إلى الأعضاء اللمفاوية الثانوية بحثًا عن الأنتجين المخصص لها، فيما تنتقل الخلايا التائية إلى الغدة الصعترية لتكمل عملية النظج ثم تُطلق إلى الأعضاء اللمفاوية الثانوية كالعقد اللمفاوية والأغشية المخاطية واللوزتين- بحثًا عن الأنتجين المخصص لها.

### العقد اللمفية
تعترض مسار الأوعية اللمفية في بعض مناطق الجسم، ويتراوح حجمها بين رأس الدبوس وبذرة الفول الصغيرة. وتنقسم العقدة من الداخل إلى جيوب تمتلئ بالخلايا اللمفية والخلايا الأكولة التي تخلص اللمف مما به من جراثيم وحطام الخلايا.
و تعتبر الغدد اللمفاوية (العقد اللمفاوية) أهم أجزاء الجهاز اللمفاوي ويصل عددها إلي نحو 650 غدة ويتراوح حجمها ما بين حبة العدس وحبة اللوز وهي تتوزع في كل الجسم على شكل مجموعات أهمها المجموعات الموجودة في الصدر والبطن وتحت الابطين، وتعتبر غدة التوتة من أهم أجزاء الجهاز اللمفاوي، ويوجد أيضاً الزائدة الأنفية التي تعتبر من الغدد اللمفية. اللمف مادة وسيطة تنقل المواد من الدم إلى الخلايا ومن الخلايا إلى الدم ويعرف بسائل الأنسجة ويشبه البلازما في تركيبه إلا انه لا يحتوي على الآحينات (البروتينات) وهو الذي يملأ الفراغات بين الخلايا ويتم امتصاص جزء من سائل الأنسجة عن طريق الشعيرات الدموية أما ما تبقى من السائل يسرى في أوعية شفافة رقيقة تعرف بالأوعية اللمفاوية ويوجد بداخلها اللمف وهناك أيضا العقد اللمفاوية وهي أعضاء خاصة يتم فيها ترشيح سائل اللمف لاحتوائها على مواد من ضمنها البكتيريا وسمومها ووظيفتها التخلص من الجزيئات الغريبة داخل تيار اللمف وإنتاج خلايا لمفاوية جديدة.

### الطحال
ويقع خلف المعدة وتحت الحجاب الحاجز وهو عقدة لمفية كبيرة حيث ينقسم إلى جيوب تمتلئ بالدم بدلاً من اللمف ولكنها تحتوي على خلايا أكولة ويشترك الطحال مع العقد اللميفية في تكوين الخلايا اللمفية وبعض خلايا الدم البيضاء الأخرى هذا فضلاَ عن اعتباره مخزناً يتجمع فيه مقدار كبير من الدم ويسهم الطحال مع الكبد في تحليل خلايا الدم الحمراء الهالكة.

### الغدة الزعترية (الثيموسية)
- تقع على طول القصبة الهوائية وتحت عظمة القص.

- تنقسم إلى فصوص بواسطة نسيج ضام.

- تعد المكان الذي تتمايز فيه الخلايا اللمفية التائية بتأثير هرمون ثيموسين.

### سائل اللمف
هو جزء من سائل الأنسجة الراشح من الدم عند الشعيرات الدموية ويشبه في تركيبه الدم إلا أنه يخلو من خلايا الدم الحمراء.
عرفنا أنه عند خلايا الجسم ونهايات الشعيرات الدموية يرشح سائل يغمر الخلايا أسميناه السائل النسيجي وعرفنا كذلك أن جزءاً كبيراً من هذا السائل يعود إلى الدم عن طريق الأوردة. أما الجزء الضئيل من هذا السائل فيدخل إلى شعيرات مقفلة نهاياتها تسمى الشعيرات اللمفية. تتجمع هذه الشعيرات في أوردة أكبر فأكبر تشبه في تركيبها الأوردة الدموية وتسير موازية لها .
تتجمع هذه الأوعية مشكلة قناتين رئيسيتين في الجسم :
القناة الصدرية والتي تجمع اللمف من الأطرف السفلية والبطن والذراع الأيسر وجانب الرأس والعنق الأيسر.
أما الثانية فتدعى القناة اللمفية اليمنى، وتجمع اللمف من الأجزاء اليمنى للرأس والعنق والذراع الأيمن.
ينتقل اللمف من القناة الصدرية والقناة اللمفية اليمنى إلى وريدين تحت ترقويين أيسر وأيمن ومن ثم إلى مجرى الدم حيث يصبان في الأوردة الجوفاء المتصلة بالأذين الأيمن من القلب.
و يقوم سائل اللمف بجمع البقايا من الخلايا ويعود بها إلي الدم كما يلعب اللمف دوراً أساسياً في عملية الدفاع عن الجسم فهو الذي يشكل المناعة.

## الأهمية السريرية
معرفة التصريف اللمفاوي للأعضاء المختلفة مهم في تشخيص السرطان والتنبؤ به وعلاجه. بسبب تواجده في العديد من الأنسجة فأنه مسؤول عن نقل الخلايا السرطانية بين أجزاء الجسم المختلفة كما يحدث في سرطان الثدي. يمكن للغدد اللمفاوية أن تحبس الخلايا السرطانية وفي حال فشلت في في تدمير الخلايا السرطانية، فقد تصبح مواقع لبُؤر سرطانية ثانوية.
للجهاز اللمفاوي وظائف متعددة مترابطة:
- إزالة السائل الخلالي من الأنسجة
- امتصاص الأحماض الدهنية والدهون ونقلها على شكل كيلوس من الجهاز الهضمي
- نقل خلايا الدم البيضاء من وإلى الغدد الليمفاوية إلى العظام
- ينقل اللمف الخلايا المقدمة للمستضدات، مثل الخلايا المتغصنة، إلى العقد اللمفاوية حيث يتم تحفيز الاستجابة المناعية.

### امتصاص الدهون
توجد الأوعية اللمفاوية التي تُسمى القنوات اللبنية في بداية القناة الهضمية، وغالبًا في الأمعاء الدقيقة. تُمرر معظم العناصر الغذائية الأخرى التي تمتصها الأمعاء الدقيقة إلى الجهاز الوريدي البابي لتصريفها عبر الوريد البابي إلى الكبد لمعالجتها، بينما تُمرر الدهون (اللبيدات) إلى الجهاز اللمفاوي لتُنقل إلى الدورة الدموية عبر القناة الصدرية. (هناك استثناءات، مثلًا، الجليسريدات الثلاثية متوسطة الحلقات هي استرات للأحماض الدهنية مع الغليسيرول تنتشر بشكل سلبي من القناة الهضمية إلى الجهاز البابي). يُطلق على اللمف المركّز الذي ينشأ في لمفاويات الأمعاء الدقيقة اسم الكيلوس. تتم معالجة العناصر الغذائية التي تتحرر في الدورة الدموية بواسطة الكبد بعد مرورها عبر الدوران الجهازي.

### وظيفة المناعة
يلعب الجهاز اللمفاوي دورًا رئيسيًا في الجهاز المناعي للجسم، باعتباره الموقع الرئيسي للخلايا المرتبطة بالجهاز المناعي التكيفي بما في ذلك الخلايا التائية والخلايا البائية.
تتفاعل الخلايا الموجودة في الجهاز اللمفاوي مع المستضدات التي يتم تقديمها أو العثور عليها بواسطة الخلايا مباشرةً أو بواسطة خلايا متغصنة أخرى.
عندما يتم التعرف على مستضد، تبدأ سلسلة مناعية تتضمن تنشيط وتفعيل المزيد من الخلايا، وإنتاج الأضداد والسيتوكينات وتفعيل خلايا مناعية أخرى مثل البلاعم.

### تضخم الغدد اللمفاوية
يحدث تورُّم العُقَد اللمفية عادةً نتيجة الإصابة بعدوى بكتيرية أو فيروسية. وفي حالات نادرة، يحدث تورُّم العُقَد اللمفية بسبب الإصابة بالسرطان.
تؤدِّي العقد اللمفاوية دورًا مهمًّا للغاية في قدرة الجسم على مقاومة العدوى والتخلُّص منها. وتؤدي وظيفة المرشحات، وتحتجز الفيروسات والبكتيريا وغيرها من مسبِّبات المرض قبل إصابة أجزاء أخرى من الجسم بالعدوى. المناطق الشائعة التي قد تُلاحظ فيها تورُّم العُقَد اللمفية تشمل الرقبة وأسفل الذقن والإبطين والأُرْبِيَّة.
العُقَد اللمفية هي عناقيد خلوية صغيرة ودائرية أو على شكل حبة الفول. يحتوي داخل العُقَد اللمفية على مزيج من أنواع الخلايا المناعية المختلفة. تقوم تلك الخلايا المُتخصِّصة بترشيح السائل اللمفي.
تقع العُقَد اللمفية في مجموعات، وتقوم كل مجموعة بتصفية منطقة مُحدَّدة من الجسم. قد تُلاحظ تورُّمًا في مناطق مُعيَّنة، مثل العُقَد اللمفية في الرقبة، وتحت الذقن، وفي الإبطين، وفي الفخذ. قد يُساعد موقع العُقَد اللمفية المُتورِّمة في تحديد السبب الكامن. السبب الأكثر شيوعًا لتورُّم العُقَد اللمفية هو العدوى، وبالأخص العدوى الفيروسية، والبكتيرية.
يمكن أن يحدث التضخم في عقدة لمفية واحدة أو في مجموعة صغيرة من العقد اللمفاوية استجابةً للعدوى أو الالتهاب ويسمى باعتلال العقد اللمفية الموضعي. عندما تصاب العديد من الغدد اللمفاوية في مناطق مختلفة من الجسم، فإنه يسمى باعتلال العقد اللمفية الجهازي. قد يكون سبب اعتلال العقد اللمفية الجهازي ناتح عن عدوى جهازية كما في فيروس نقص المناعة البشرية، وأمراض المناعة الذاتية كما في مرض الذئبة الحمراء والتهاب المفاصل الروماتويدي، أيضًا يمكن أن تسبب السرطانات أو النقائلة السرطانية التي التي انتقلت من أجزاء أخرى من الجسم بتورم الغدد اللمفاوية كما في اللمفوما وهو سرطان ينشأ في الجهاز اللمفي، وابيضاض الدم (اللُوكيميا) هو سرطان الأنسجة المسئولة عن تصنيع الدم في الجسم مثل نخاع العظم، السرطانات.

## معرض صور

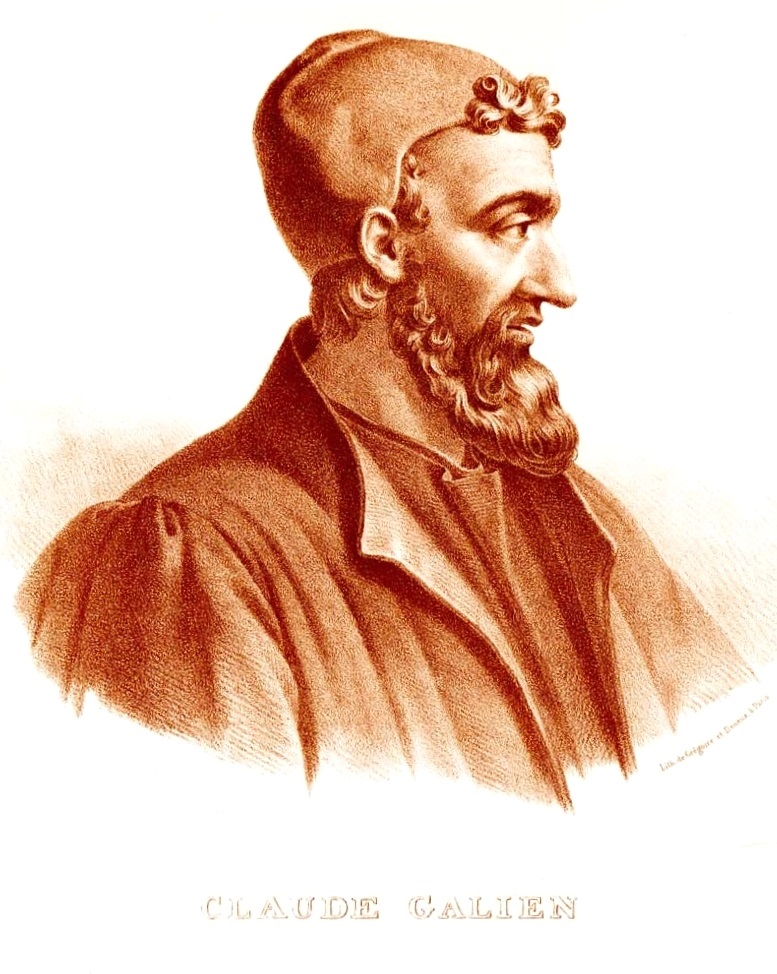
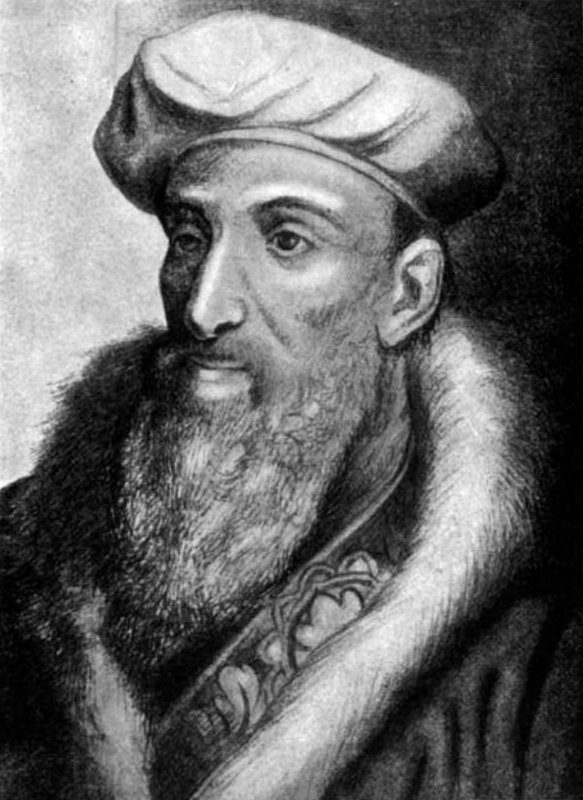
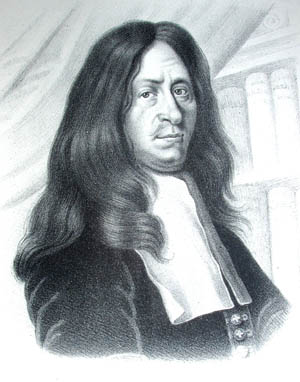
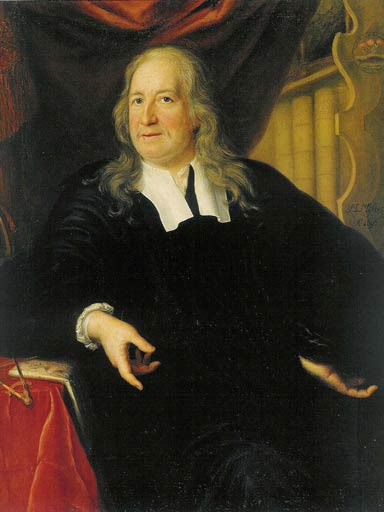